# Magdalene von Sachsen (1507–1534)

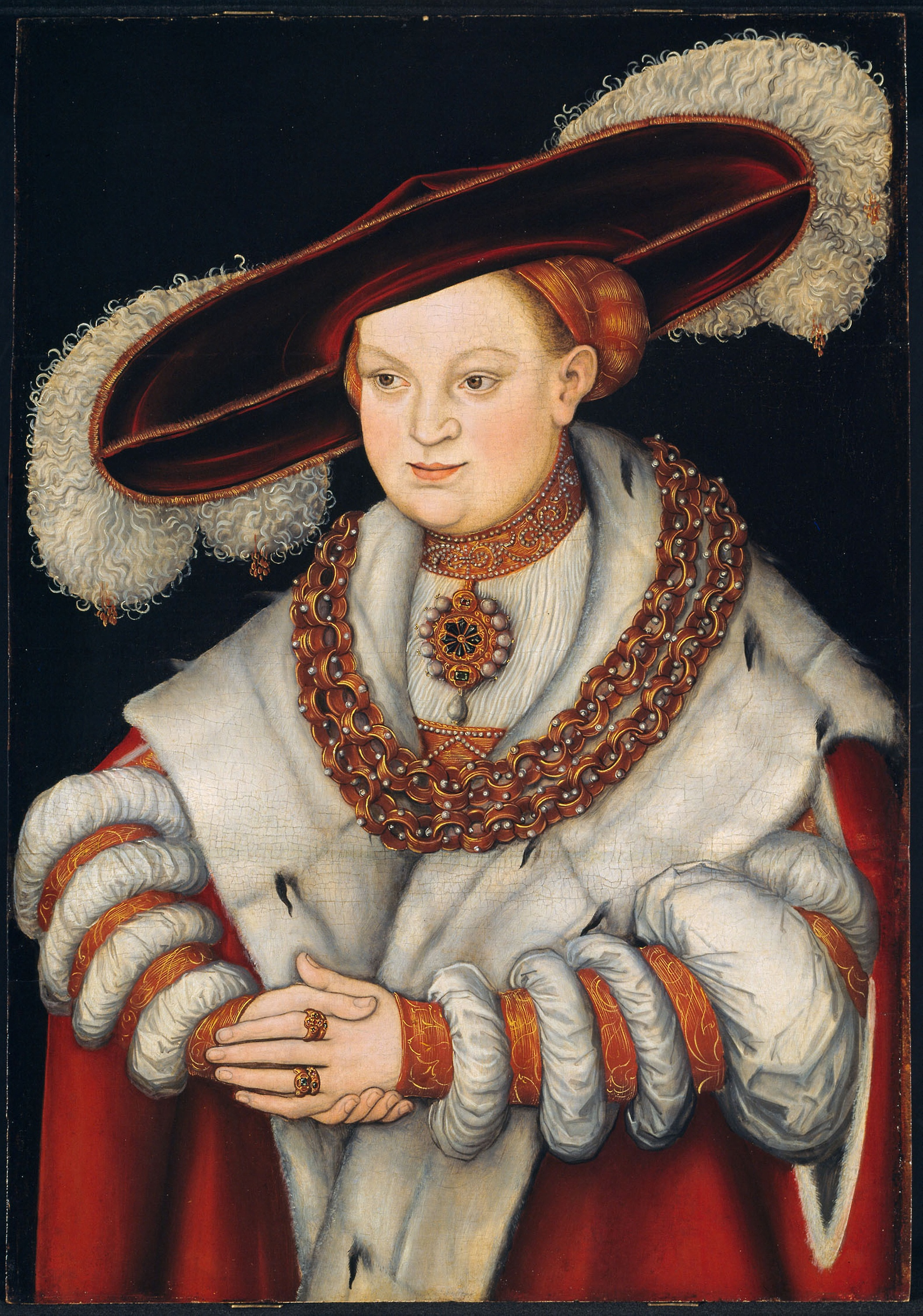
Magdalene von Sachsen

Magdalene von Sachsen (* 7. März 1507 in Dresden; † 25. Januar 1534 in Berlin) war eine Prinzessin von Sachsen und durch Heirat Kurprinzessin von Brandenburg.

## Leben
Magdalene war eine Tochter des Herzogs Georg von Sachsen (1471–1539), aus dessen Ehe mit Barbara (1478–1534), Tochter des Königs Kasimir IV. von Polen. Magdalene wurde von ihren Eltern im katholischen Glauben erzogen.
Sie heiratete am 6. November 1524 in Dresden den nachmaligen Kurfürsten Joachim II. von Brandenburg (1505–1571). Bei der aufwändigen Feier sollen allein fast 3000 Gäste zu Pferde erschienen sein, darunter 24 regierende Fürsten. Auf ausdrücklichen Wunsch des Brautvaters wurde die Trauung durch den Erzbischof von Mainz vollzogen.
In den zehn Jahren ihrer Ehe gebar Magdalene sieben Kinder. Sie starb 26-jährig kurz nach der Geburt ihres jüngsten Kindes; der Schock über ein ausbrechendes Feuer in der Nähe soll den Tod beschleunigt haben. Die Ereignisse des Todes seiner Tochter, dem kurz darauf auch das Ableben seiner Frau folgte, trafen Magdalenes Vater so schwer, dass er sich aus Gram nicht mehr rasierte und den Beinamen „der Bärtige“ erhielt.
Ein Jahr später wurde Magdalenas Witwer als Joachim II. Kurfürst von Brandenburg und vermählte sich im selben Jahr in zweiter Ehe mit Hedwig von Polen.

## Nachkommen
Aus ihrer Ehe mit Joachim hatte Magdalene folgende Kinder:
- Johann Georg (1525–1598), Kurfürst von Brandenburg

⚭ 1. 1545 Prinzessin Sophie von Liegnitz (1525–1546)
⚭ 2. 1548 Prinzessin Sabine von Brandenburg-Ansbach (1529–1575)
⚭ 3. 1577 Prinzessin Elisabeth von Anhalt-Zerbst (1563–1607)
- Barbara (1527–1595)

⚭ 1545 Herzog Georg II. von Brieg (1523–1586)
- Elisabeth (1528–1529)
- Friedrich (1530–1552), Erzbischof von Magdeburg
- Albrecht (*/† 1532)
- Georg (*/† 1532)
- Paul (*/† 1534)